# DJ Tocadisco
Pour les articles homonymes, voir Boer.
DJ Tocadisco, nom de scène de Roman Böer, auparavant Tocadisco (de l'espagnol tocadisco, « plaque tournante »), est un DJ, producteur et multi-instrumentiste allemand.

## Biographie
Né à Berlin, il est le fils du photographe et concepteur média Gerry Böer. Il grandit à Mönchengladbach, où il se rend encore régulièrement au club la nuit. En 1996, Tocadisco commence sa carrière professionnelle en tant que DJ au Club Unique à Düsseldorf. Pendant qu'il y travaille, le club est élu plusieurs fois par le magazine Prinz meilleur club de la ville. En 2000, Tocadisco déménage à Cologne pour y enseigner et y tenir un studio.
Il produit plusieurs remixes pour différents labels discographiques. Le plus connu est Lifetimes par Slam. Son remix et élu comme l'un des 12 meilleurs remixes de 2001 par les lecteurs du magazine Groove. En octobre 2003, il signe un contrat avec le label allemand Superstar Recordings. Son premier single sous ce label est Nobody (Likes the Records That I Play), qui atteint le numéro 39 dans les charts allemands. En 2005, Tocadisco est élu par le magazine Raveline l'un des meilleurs nouveaux arrivants de 2004. En 2005, son remix de Mylos In My Arms est l'une des pistes de danse les plus jouées de l'année. Il est suivi par son deuxième single You're No Good for Me et son double single Loud Music / Crazy Cursor. Avec Superstar Recordings, Tocadisco publie une série de clubs EP sous le pseudonyme AC / OT. En septembre 2006, Tocadisco remixe une piste du projet de Michael Cretu Enigma - Eppur si muove de l'album A Posteriori d'Enigma.
Son remix de The Egg - Walking Away (Great Stuff Records) est choisi par Citroën pour la campagne de publicité pour le modèle C4. De plus, David Guetta utilise l'instrumental et le mixe avec l'un de ses plus grands succès Love Don't Let Me Go en version bootleg, et atteint le no 3 des charts anglais[réf. nécessaire].
Le 25 janvier 2008, son premier album Solo sort. En août 2008, le single Tomorrow Can Wait avec David Guetta et Chris Willis est un succès. Il produit avec New Order, Tiga, David Guetta, Kelis, Fatboy Slim, Robin Schulz, Steve Angello, Axwell, Armin van Buuren et beaucoup d'autres, des musiques et des textes. Le 18 septembre 2009, son deuxième album TOCA 128.0 FM sort chez Superstar Recordings. En 2011, le single Tequila Sunrise sort, en collaboration avec le producteur néerlandais Afrojack chez Wall / Spinnin Records.
TOCA45 Recordings est son propre label, Tocacabana son émission de radio mondiale (60 stations dans 40 pays).
Il organise sa série de fêtes au succès international, lancée en 2010 avec sa femme Nathizinha à Cologne au club Bootshaus. Avec sa femme également, Tocadisco dirige l'agence de réservations d'artistes Morumbi Reservation.
En 2012, il crée un grand succès de l'été avec son remix de Let the Sunshine de Milk and Sugar. Et il sort son troisième album FR3E, initialement en téléchargement gratuit sous l'étiquette WEPLAY allemand. Et encore la même année, le single That Miami Track sort, en collaboration avec Julian Smith. La chanson publiée le 22 février 2013 Get Away, avec le chanteur du groupe Sono Lennart A. Salomon, est un succès surprise en Hongrie. En 2013, FatBoySlim et Riva Starr feat. Beardyman utilisent un extrait du morceau de Tocadisco Bat3ria (tiré de son troisième album FR3E) et créent leur tube : Eat, Sleep, Rave, Repeat. Ce titre influence la culture pop bien au-delà de la scène musicale. Toutefois, l'échantillon n'est pas officiellement approuvé au départ. Mais après une courte négociation, Tocadisco s'implique comme compositeur de la chanson. Le 26 août 2013, la piste Falling sort chez le label anglais Toolroom Records.
En 2014, Tocadisco se classe au premier rang des classements allemands à deux reprises avec ses remixes de Faul abd Wad Ad Changes et Robin Schulz Sun Goes Down. Avec le label anglais Toolroom Records et la société M-Audio, Tocadisco travaille sur un instrument de musique sorti en 2014, Trigger Finger Pro.
En 2015, Tocadisco sort une série d'EP sur son label TOCA45 Recordings (Brasil EP, Snake EP). Le 1er mai 2016 le quatrième album de Tocadisco IV sort chez TOCA45 Recordings. En 2016, un remix pour le groupe australien Yolanda be cool From Me to You (Tocadisco Remix) sort sur le label néerlandais Spinnin Records. Il est basé sur une nouvelle version chantée d'un classique des Beatles, interprétée par Bobby McFerrin.

## Prix
- Un disque d'or pour le remix de Laser Power - No, Man
- Un disque d'or pour son remix de Robin Schulz feat Jasmine Thomson - Sun Goes Down
- Un disque de platine pour son remix pour Faul and Wad ad - Changes
- Un disque de platine pour son travail de production sur l'album de David Guetta One Love.

En outre, la chaîne de télévision belge Music Factory (TMF) lui attribue un prix dans la catégorie best dance (2008).

## Discographie

### Albums studio
- 2008 : Solo (Superstar Recordings)
- 2009 : Toca128.0FM (Superstar Recordings)
- 2012 : FR3E (WePlay)
- 2016 : IV (Toca 45 Recordings)

### Apparitions
- Tomorrow Can Wait (Feat. David Guetta sur l'album Pop Life)
- Sound Of letting Go (feat. David Guetta sur l'album One Love)
- 2010 : Toolroom Knights Mixed By Tocadisco and Chris Lake (Toolroom Knights)
  - CD 1 Mixed By Tocadisco
    1. Tony Lionni - Found A Place
    2. Oxia - Whole Life
    3. Infusion - Dogtown (D Nox and Beckers Remix)
    4. Sébastien Léger - Binola
    5. Christian Smith - Almaviva
    6. Dirty South & Mark Knight - Stopover (Tocadisco Remix)
    7. Christian Smith & Gabe - Fidelidade
    8. Tomy DeClerque - Backup Again
    9. Zoo Brazil - Late At Night (Tocadisco Remix)
    10. Tocadisco - 2 Many Shots of Jagermeister (Koen Groeneveld Remix)
    11. D.Ramirez feat TC - With Me Or Against Me (Tocadiscos Carnaval In Rio Mix)
    12. Nouveau Yorican - Boriqua
    13. Wippenberg - Pong (Tocadisco Remix)
    14. Cesar De Melero and John Jacobsen - Creative Nature (John Jacobsen Mix)
    15. Cirez D - Glow

  - CD 2 Mixed By Chris Lake
    1. Nelski - Body Pop (Radio Slave feat Tom Gandey Remix)
    2. Noir & Westboy - Shes Got My Heart (Uner and Coyu Remix)
    3. Fabian Argomedo - Emergency (Gabriel Rocha Remix)
    4. Lake & Lys - La Tromba (Riva Starr Remix)
    5. Lys - Few Things
    6. Skitzofrenix - Droppin That
    7. Sergio Fernandez - Game Over
    8. Stefano Noferini - Etnico (Original Vibes Mix)
    9. Tommyboy - Kamavtu (Rene Amesz Remix)
    10. Coyu & Edu Imbernon - Burn Myself
    11. Freakx Brothers - Ghetto Blaster (Danny Freakazoid and Elvis Benait Remix)
    12. Filthy Rich - Carnivale
    13. Chris Lake and Michael Woods - Dominos
    14. Siwell - Absentium
    15. Chris Lake - Amiga
    16. Chris Lake & Nelski - Minimal Life
    17. Mason - You Are Not Alone

### Remixes
- Bob Sinclar Feat. Big Ali – Ultimate Funk (Tocadisco Remix)
- Bob Sinclar – I Feel For You (Axwell Remix) / Ultimate Funk (Tocadisco Remix)
- Justine Earp – OOO La La La (Tocadisco Remix)
- Tiga – You Gonna Want Me (Remixes) (Tocadisco + Van She)
- David Guetta vs. The Egg – Love Don't Let Me Go (Walking Away) (Tocadisco Remix)
- Martin Solveig – I Want You (Tocadisco Remix)
- Culchadisco vs. Toca Candela – Hamma! (Tocadisco Bootleg Mix)
- Mylo – In My Arms (Tocadisco's Zwischen Den Stühlen Mix)
- Dirty South - The End (Tocadisco Loves Tech Instrumental)
- Dirty South - The End (Tocadisco Loves Tech Remix)
- Sérgio Mendes - Mas Que Nada (Tocadisco Remix)
- Moby - New York, New York (Tocadisco Remix)
- M.A.N.D.Y. vs. Booka Shade – Body Language (Tocadisco Rmx)